# Лебапський велаят
Лебапський велаят — адміністративна одиниця на сході Туркменістану. Створена 1992 року на території колишньої Чарджоуської області.
Адміністративнім центром є Туркменабат.
Поділяється на 10 етрапів та 1 місто з правами етрапу (в дужках подано райцентр):
- м. Туркменабат
- Дарганатинський (місто Дарганата)
- Довлетлі (місто Достлук)
- Дяневський (місто Дянев)
- Керкинський (місто Керкі)
- Койтендазький (місто Койтендаг)
- Саятський (місто Саят)
- Чарджевський (смт Чарджев)
- Фарапський (місто Фарап)
- Халацький (місто Халач)
- Ходжамбазький (місто Ходжамбаз)

Стратегію розвитку економіки регіону визначають значні запаси мінеральної сировини, багаті земельні та водні ресурси. Провідна роль належить галузям паливно-енергетичного комплексу, частка яких становить 35,5 % від промислового виробництва регіону. Основні із таких галузей — нафтопереробна та газовидобувна, які представлені такими гігантами як Сейдинський НПЗ та Наїпський комплекс з випуск зрідженого газу. Хімічна промисловість орієнтується на випуск добрив із місцевої сировини.
По виробництву бавовнику (34,1 %) та шовкових тканин (90,2 %) велаят займає перше місце. 67,7 % займає тваринництво. Розвинуте каракульське вівчарство.